# Villa Dr.-Schmincke-Allee 16 (Radebeul)
Die Villa Dr.-Schmincke-Allee 16 liegt im Stadtteil Serkowitz der sächsischen Stadt Radebeul. Sie wurde 1891/1893 durch die ortsansässigen Baumeister Gebrüder Ziller errichtet. Der Villentyp entspricht, lediglich gespiegelt, dem der beiden Villen Hölderlinstraße 4 und 8.

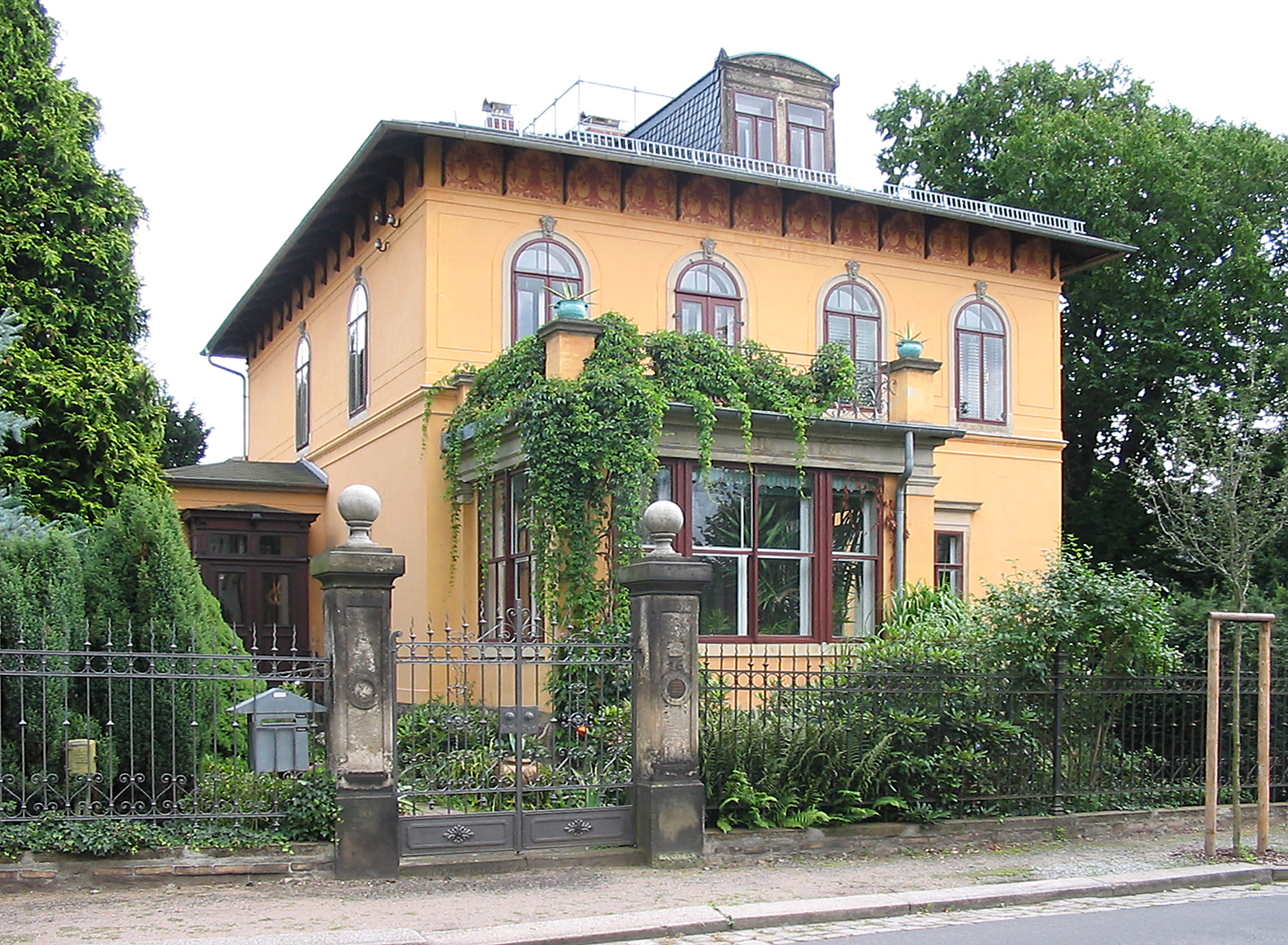
Villa Dr.-Schmincke-Allee 16

## Beschreibung

Fontainenplatz, handkolorierte Ansichtskarte von 1910. Blick auf die Südostseite (Nrn. 18 [Villa Lotti] und 16)

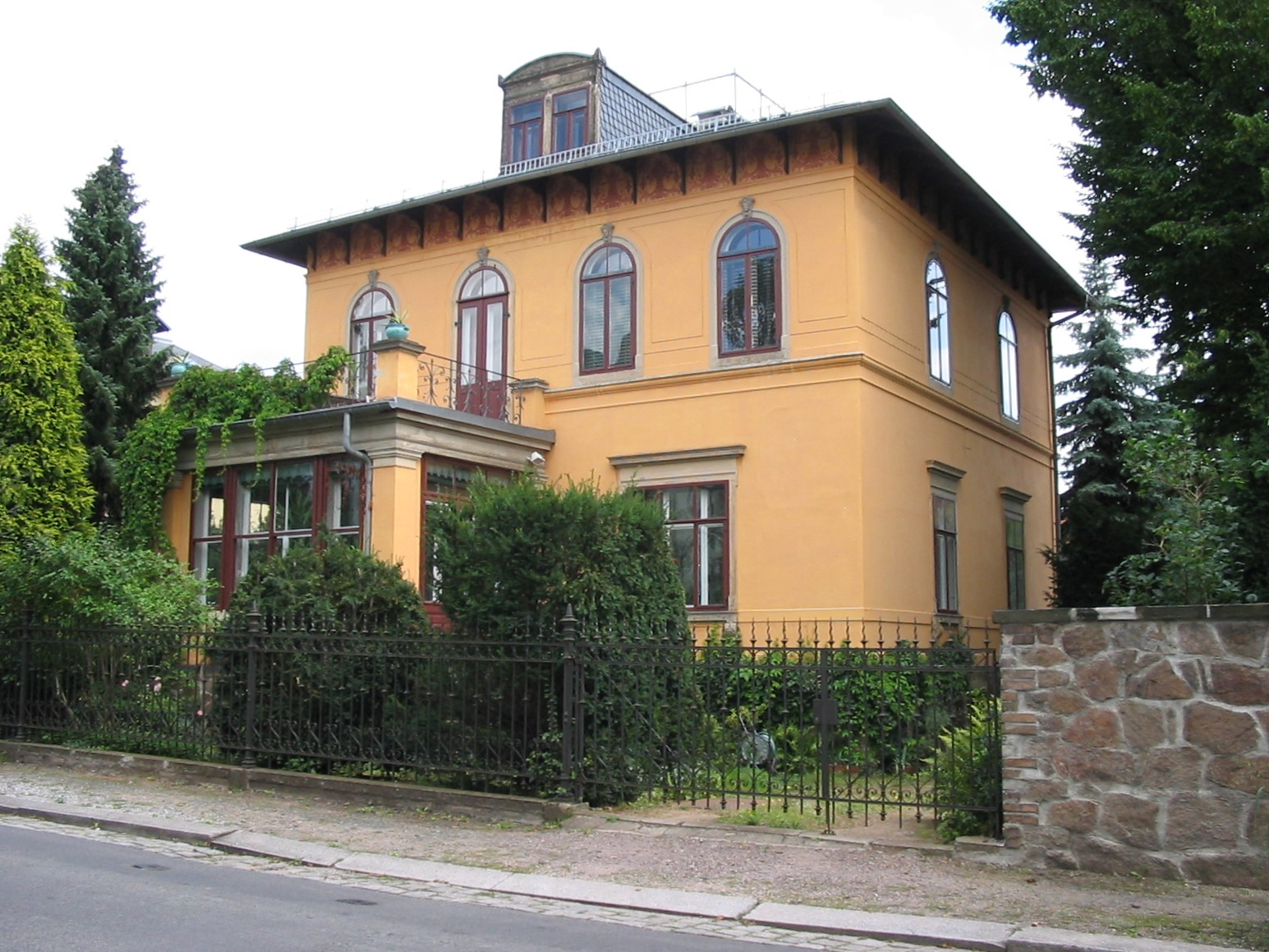
Villa Dr.-Schmincke-Allee 16

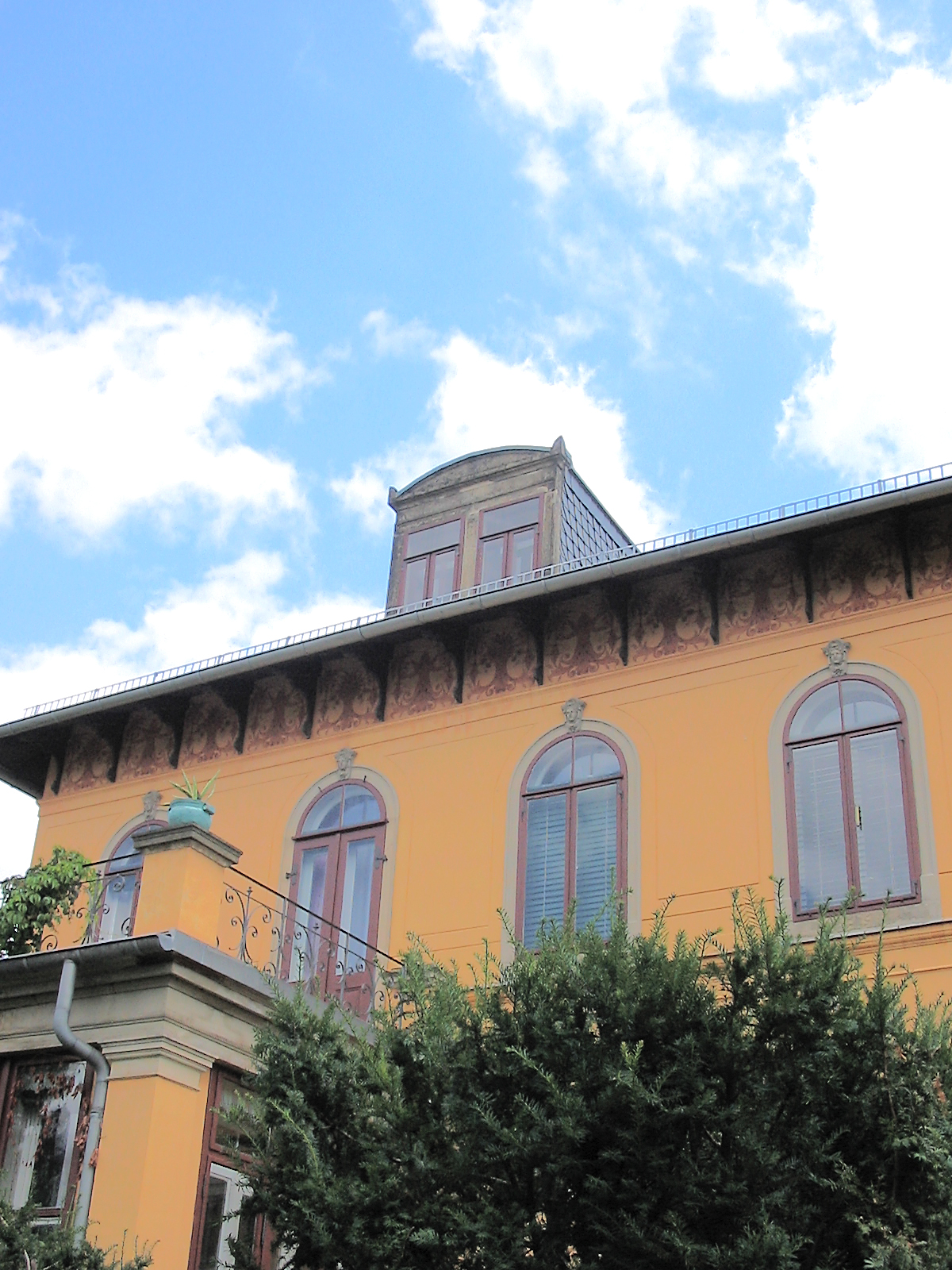
Villa Dr.-Schmincke-Allee 16, Fassadendetails

Die zweigeschossige, zusammen mit ihrer Einfriedung und dem Eingangstor unter Denkmalschutz stehende landhausartige Villa ist in „spätklassizistisch anmutender Neurenaissance“ stilisiert. Das Gebäude steht auf einem Polygonalmauerwerks-Sockel mit Sandsteineinfassungen. Die vier Fensterachsen breite Straßenansicht hat auf der linken Seite einen eingeschossigen Verandavorbau mit einem mächtigen Deckengebälk aus Sandstein, das durch vier Mauerwerkspfeiler mit Sandsteinkapitellen getragen wird. Obenauf befindet sich ein Austritt, der durch verzierte Gitter zwischen Eckpfeilern mit Deckplatte gesichert wird. Von der Veranda führt eine Freitreppe in den Vorgarten.
Die Erdgeschossfenster sind rechteckig mit horizontalen Verdachungen und Sohlbankkonsolen, die Obergeschossfenster sind rundbogig mit einem figürlich dekorierten Schlussstein. „Bemerkenswert sind die von außen aufgesetzten alten Winterfenster“. Obenauf sitzt ein flaches, abgeplattetes Walmdach, dessen Plattform durch ein erneuertes Gitter umschlossen wird. Zur Straßenfront trägt das Dach mittig eine Lukarne, darin ein Koppelfenster unter stichbogigem Abschluss mit kleinen Akroteren auf den Ecken.
Auf der Rückseite des Putzbaus steht ein zweigeschossiger Seitenflügel mit einem Flachdach, an den Treppenhausrisaliten angesetzt. In der linken Seitenansicht steht ein massiver Eingangsanbau mit „sensibel gestaltetem hölzernem Türvorbau“. Unter dem weiten Dachüberstand, dessen Sparren von geschnitzten Konsolen gestützt werden, ist ornamentale, schablonierte Drempelmalerei zu sehen. Die glatt geputzten Fassaden sind durch Gurtgesimse gegliedert, dazu Putzbänder sowie Putznutungen.
Die Einfriedung besteht aus aufwendigen Lanzettzaunfeldern zwischen Eisenpfosten, das geschwungene zweiflügelige Eisentor sitzt zwischen mächtigen, verzierten Torpfeilern mit Abdeckplatten und Kugelbekrönung.